# القاعدة (كعيدنة)

تعديل مصدري - تعديل

القاعدة هي إحدى قرى عزلة الثلث بمديرية كعيدنة التابعة لمحافظة حجة، بلغ تعداد سكانها 36 نسمة حسب تعداد اليمن لعام 2004.